# بكمر اند (باكينجهامشير)
بكمر اند (بالإنجليزية: Bockmer End)‏ هي قرية تقع في المملكة المتحدة في باكينجهامشير.